# Oncidijum
Oncidijum (lat. Oncidium), veliki rod kaćunovki s ukupno preko 360 vrsta. U njega su uklopljene i vrste iz nekadašnjeg roda sigmatostaliks (Sigmatostalix) kojega je 1852 opisao Rchb. f.
Rod je raširen po Srednjoj i Južnoj Americi.

## Opis
Rod Oncidium ima oko 300 vrsta tropskih i suptropskih američkih orhideja (porodica Orchidaceae). Vrste oncidijuma su zbog svog izgleda poznate kao „pčelinje orhideje”, „tigraste orhideje” i „plesačice”. Neki od njih se uzgajaju hortikulturno.
Biljke se jako razlikuju po veličini i obliku, a većina vrsta su epifitske. Pseudobulbe (pseudolukovice) obično imaju nekoliko brakteja i nose jedan do tri lista. Cvjetovi su često žuti ili smeđi i obično se nalaze na klasovima; u rasponu su od 6 mm (oko 0,25 inča) do više od 10 cm (oko 4 inča), ovisno o vrsti.

## Vrste
1. Oncidium abortivoides M.W.Chase & N.H.Williams
2. Oncidium abortivum Rchb.f.
3. Oncidium abruptum Linden & Rchb.f.
4. Oncidium acinaceum Lindl.
5. Oncidium adamsii (Dodson) M.W.Chase & N.H.Williams
6. Oncidium adelaidae Königer
7. Oncidium alberti (P.Ortiz) M.W.Chase & N.H.Williams
8. Oncidium albicans Königer
9. Oncidium alexandrae (Bateman) M.W.Chase & N.H.Williams
10. Oncidium allenii Dressler
11. Oncidium altissimum (Jacq.) Sw.
12. Oncidium alvarezii (P.Ortiz) M.W.Chase & N.H.Williams
13. Oncidium amabile Rchb.f.
14. Oncidium amazonicum (Schltr.) M.W.Chase & N.H.Williams
15. Oncidium amoenum A.Rich. & Galeotti
16. Oncidium andradeanum Dodson & D.E.Benn.
17. Oncidium anguloi P.Ortiz
18. Oncidium angustisegmentum D.E.Benn. & Christenson
19. Oncidium ansiferum Rchb.f.
20. Oncidium anthocrene Rchb.f.
21. Oncidium antioquiense Kraenzl.
22. Oncidium arangoi (Königer) M.W.Chase & N.H.Williams
23. Oncidium ariasii Königer
24. Oncidium aristuliferum (Kraenzl.) M.W.Chase & N.H.Williams
25. Oncidium armatum (Rchb.f.) M.W.Chase & N.H.Williams
26. Oncidium aspidorhinum (F.Lehm.) M.W.Chase & N.H.Williams
27. Oncidium astranthum (Linden & Rchb.f.) M.W.Chase & N.H.Williams
28. Oncidium aurarium Rchb.f.
29. Oncidium auriculatoides M.W.Chase & N.H.Williams
30. Oncidium auriculatum (Rolfe) M.W.Chase & N.H.Williams
31. Oncidium auroincarum (Dalström & Ruíz Pérez) J.M.H.Shaw
32. Oncidium ayabacanum D.E.Benn. & Christenson
33. Oncidium baccatum Garay & Dunst.
34. Oncidium baueri Lindl.
35. Oncidium befortianum Königer
36. Oncidium bennettii Christenson
37. Oncidium bicallosoides M.W.Chase & N.H.Williams
38. Oncidium blandum (Rchb.f.) M.W.Chase & N.H.Williams
39. Oncidium boothianum Rchb.f.
40. Oncidium bracteatum Warsz. ex Rchb.f.
41. Oncidium brevicorne (Königer & J.Portilla) M.W.Chase & N.H.Williams
42. Oncidium brevilabrum Rolfe
43. Oncidium brownii (Garay) M.W.Chase & N.H.Williams
44. Oncidium bryocladium Schltr.
45. Oncidium bryolophotum Rchb.f.
46. Oncidium buchtienoides M.W.Chase & N.H.Williams
47. Oncidium bustosii Königer
48. Oncidium calanthum Rchb.f.
49. Oncidium callacallaense (D.E.Benn. & Christenson) M.W.Chase & N.H.Williams
50. Oncidium caminiophorum Rchb.f.
51. Oncidium caquetanum (Schltr.) M.W.Chase & N.H.Williams
52. Oncidium cardioglossum (Pupulin) M.W.Chase & N.H.Williams
53. Oncidium cariniferum (Rchb.f.) Beer
54. Oncidium chasei (D.E.Benn. & Christenson) M.W.Chase & N.H.Williams
55. Oncidium cheirophorum Rchb.f.
56. Oncidium chrysomorphum Lindl.
57. Oncidium ciliicolumna (Szlach. & Kolan.) J.M.H.Shaw
58. Oncidium cinnamomeum (R.Warner & B.S.Williams) M.W.Chase & N.H.Williams
59. Oncidium cirrhosum (Lindl.) Beer
60. Oncidium citrinum Lindl.
61. Oncidium clovesianum (V.P.Castro & M.M.L.L.Cardoso) J.M.H.Shaw
62. Oncidium colombianum (Szlach. & Kolan.) J.M.H.Shaw
63. Oncidium constrictum (Lindl.) Beer
64. Oncidium contaypacchaense (D.E.Benn. & Christenson) M.W.Chase & N.H.Williams
65. Oncidium coquianum Pupulin & Dalström
66. Oncidium crassidactylum (Dalström & Ruíz Pérez) J.M.H.Shaw
67. Oncidium crassopterum Chiron
68. Oncidium crescentilabium (C.Schweinf.) M.W.Chase & N.H.Williams
69. Oncidium crinitum (Rchb.f.) M.W.Chase & N.H.Williams
70. Oncidium cristatum (Lindl.) Beer
71. Oncidium croatii (Szlach. & Kolan.) J.M.H.Shaw
72. Oncidium crocidipterum (Rchb.f.) M.W.Chase & N.H.Williams
73. Oncidium cruciferum Rchb.f. & Warsz.
74. Oncidium cruentoides M.W.Chase & N.H.Williams
75. Oncidium cuculligerum (Schltr.) M.W.Chase & N.H.Williams
76. Oncidium cultratum Lindl.
77. Oncidium curvipetalum (D.E.Benn. & Christenson) M.W.Chase & N.H.Williams
78. Oncidium dactyliferum Garay & Dunst.
79. Oncidium dactylopterum Rchb.f.
80. Oncidium deburghgraeveanum (Dalström & G.Merino) J.M.H.Shaw
81. Oncidium decorum Königer
82. Oncidium deltoideum Lindl.
83. Oncidium dichromaticum Rchb.f.
84. Oncidium digitoides M.W.Chase & N.H.Williams
85. Oncidium dilatatum (Rchb.f.) M.W.Chase & N.H.Williams
86. Oncidium discobulbon Kraenzl.
87. Oncidium dracoceps (Dalström) M.W.Chase & N.H.Williams
88. Oncidium dulcineae (Pupulin & G.A.Rojas) M.W.Chase & N.H.Williams
89. Oncidium durangense Hágsaterilliams
90. Oncidium echinops Königer
91. Oncidium eliae (Rolfe) M.W.Chase & N.H.Williams
92. Oncidium emaculatum Ravenna
93. Oncidium endocharis Rchb.f.
94. Oncidium ensatum Lindl.
95. Oncidium epidendroides (Kunth) Beer
96. Oncidium estradae Dodson
97. Oncidium exalatum Hágsater
98. Oncidium fasciferum Rchb.f. & Warsz.
99. Oncidium filamentosum (Dalström & Ruíz Pérez) J.M.H.Shaw
100. Oncidium flavobrunneum (Senghas) M.W.Chase & N.H.Williams
101. Oncidium fleckiorum Königer
102. Oncidium fuchsii Königer
103. Oncidium furcatum (Dalström) J.M.H.Shaw
104. Oncidium fuscatum Rchb.f.
105. Oncidium galianoi (Dalström & P.Nuñez) M.W.Chase & N.H.Williams
106. Oncidium garcia-barrigae (Szlach. & Kolan.) J.M.H.Shaw
107. Oncidium gaviotaense (Szlach. & Kolan.) J.M.H.Shaw
108. Oncidium gayi J.M.H.Shaw
109. Oncidium geertianum C.Morren
110. Oncidium gentryi (Dodson) M.W.Chase & N.H.Williams
111. Oncidium gerhardianum (Dalström & Deburghgr.) comb.ined.
112. Oncidium ghiesbreghtianum A.Rich. & Galeotti
113. Oncidium gloriosum (Linden & Rchb.f.) M.W.Chase & N.H.Williams
114. Oncidium gramazuense (D.E.Benn. & Christenson) M.W.Chase & N.H.Williams
115. Oncidium gramineum (Poepp. & Endl.) M.W.Chase & N.H.Williams
116. Oncidium graminifolium (Lindl.) Lindl.
117. Oncidium guatemalenoides M.W.Chase & N.H.Williams
118. Oncidium hagsaterianum R.Jiménez & Soto Arenas
119. Oncidium hallii (Lindl.) Beer
120. Oncidium hapalotyle Schltr.
121. Oncidium harryanum (Rchb.f.) M.W.Chase & N.H.Williams
122. Oncidium hastatum (Bateman) Lindl.
123. Oncidium hastilabium (Lindl.) Garay & Dunst.
124. Oncidium hauensteinii (Königer) M.W.Chase & N.H.Williams
125. Oncidium heinzelii Königer
126. Oncidium henning-jensenii Pupulin & Bogarín
127. Oncidium hennisii (Rolfe) M.W.Chase & N.H.Williams
128. Oncidium hermansianum (Königer) M.W.Chase & N.H.Williams
129. Oncidium herrenhusanum Königer & Schlumpb.
130. Oncidium heteranthum Poepp. & Endl.
131. Oncidium heterodactylum Kraenzl.
132. Oncidium heterosepalum (Rchb.f.) M.W.Chase & N.H.Williams
133. Oncidium hieroglyphicum Rchb.f. & Warsz.
134. Oncidium hintonii L.O.Williams
135. Oncidium hirtziana J.M.H.Shaw
136. Oncidium hirtzoides M.W.Chase & N.H.Williams
137. Oncidium huebneri (Mansf.) M.W.Chase & N.H.Williams
138. Oncidium hymenanthum (Schltr.) M.W.Chase & N.H.Williams
139. Oncidium hyphaematicum Rchb.f.
140. Oncidium ibis (Schltr.) M.W.Chase & N.H.Williams
141. Oncidium imitans Dressler
142. Oncidium incurvum Barker ex Lindl.
143. Oncidium inouei T.Hashim.
144. Oncidium integrilabre (Pupulin) M.W.Chase & N.H.Williams
145. Oncidium ionopterum Rchb.f.
146. Oncidium iricolor Rchb.f.
147. Oncidium isthmi Schltr.
148. Oncidium ivoneae Königer
149. Oncidium jarmilae Königer
150. Oncidium juninense (Schltr.) M.W.Chase & N.H.Williams
151. Oncidium karwinskii (Lindl.) Lindl.
152. Oncidium kegeljanii (É.Morren) M.W.Chase & N.H.Williams
153. Oncidium khoochongyeei J.M.H.Shaw
154. Oncidium koechlinianum Collantes & G.Gerlach
155. Oncidium koenigeri M.W.Chase & N.H.Williams
156. Oncidium laeve (Lindl.) Beer
157. Oncidium lancifolium Lindl. ex Benth.
158. Oncidium lehmannianum (Kraenzl.) M.W.Chase & N.H.Williams
159. Oncidium lehmannii (Rchb.f.) M.W.Chase & N.H.Williams
160. Oncidium leleui R.Jiménez & Soto Arenas
161. Oncidium lentiginosum Rchb.f.
162. Oncidium leopardinum Lindl.
163. Oncidium lepidum Linden & Rchb.f.
164. Oncidium lepturum Rchb.f.
165. Oncidium leucochilum (Planch.) Bateman
166. Oncidium leucomelas (Rchb.f.) Dressler & N.H.Williams
167. Oncidium liebmannii Rchb.f. ex Kraenzl.
168. Oncidium ligiae Königer
169. Oncidium lindleyi (Galeotti ex Lindl.) R.Jiménez & Soto Arenas
170. Oncidium lindleyoides M.W.Chase & N.H.Williams
171. Oncidium lineoligerum Rchb.f. ex Warsz.
172. Oncidium lisae Königer
173. Oncidium llanachagaense (D.E.Benn. & Christenson) M.W.Chase & N.H.Williams
174. Oncidium lucianianum (Rchb.f.) M.W.Chase & N.H.Williams
175. Oncidium luteopurpureum (Lindl.) Beer
176. Oncidium luteum Rolfe
177. Oncidium lutzii (Königer) M.W.Chase & N.H.Williams
178. Oncidium lykaiosii R.Vásquez & Dodson
179. Oncidium machupicchuense (D.E.Benn. & Christenson) M.W.Chase & N.H.Williams
180. Oncidium macrobulbon (Kraenzl.) M.W.Chase & N.H.Williams
181. Oncidium maculatum (Lindl.) Lindl.
182. Oncidium maduroi Dressler
183. Oncidium magdalenae Rchb.f.
184. Oncidium magnificum Senghas
185. Oncidium maizifolium Lindl.
186. Oncidium malleiferum (Rchb.f.) M.W.Chase & N.H.Williams
187. Oncidium mandritum (Szlach. & Kolan.) J.M.H.Shaw
188. Oncidium manningianum Königer
189. Oncidium mantense Dodson & R.Estrada
190. Oncidium manuelariasii M.W.Chase & N.H.Williams
191. Oncidium marginatum Königer
192. Oncidium marinii (Königer) M.W.Chase & N.H.Williams
193. Oncidium martinezii Königer
194. Oncidium massangei É.Morren
195. Oncidium medinense (Campacci) J.M.H.Shaw
196. Oncidium mexicanum (L.O.Williams) M.W.Chase & N.H.Williams
197. Oncidium micklowii (Dalström) M.W.Chase & N.H.Williams
198. Oncidium microstigma Rchb.f.
199. Oncidium minaxoides M.W.Chase & N.H.Williams
200. Oncidium mirandoides M.W.Chase & N.H.Williams
201. Oncidium mirandum (Rchb.f.) M.W.Chase & N.H.Williams
202. Oncidium mixturum (Dalström & Sönnemark) M.W.Chase & N.H.Williams
203. Oncidium morae (Uribe Vélez, Sauleda & Szlach.) comb.ined.
204. Oncidium morganii (Dodson) M.W.Chase & N.H.Williams
205. Oncidium multistellare (Rchb.f.) M.W.Chase & N.H.Williams
206. Oncidium naevium (Lindl. & Paxton) Beer
207. Oncidium nebulosum Lindl.
208. Oncidium neovierlingii J.M.H.Shaw
209. Oncidium nevadense (Rchb.f.) M.W.Chase & N.H.Williams
210. Oncidium niesseniae Königer
211. Oncidium nigratum Lindl. & Paxton
212. Oncidium nobile (Rchb.f.) M.W.Chase & N.H.Williams
213. Oncidium noezlianum (Mast.) M.W.Chase & N.H.Williams
214. Oncidium oblongatum Lindl.
215. Oncidium obryzatoides Kraenzl.
216. Oncidium obryzatum Rchb.f. & Warsz.
217. Oncidium obstipum Königer & Posada
218. Oncidium odoratum (Lindl.) Beer
219. Oncidium oliganthum (Rchb.f.) L.O.Williams ex Correll
220. Oncidium orbatum Kraenzl.
221. Oncidium ornithocephalum Lindl.
222. Oncidium ornithopodium Rchb.f.
223. Oncidium ornithorhynchum Kunth
224. Oncidium orthostatoides D.E.Benn. & Christenson
225. Oncidium orthotis Rchb.f.
226. Oncidium ourobranquensis (Campacci) comb.ined.
227. Oncidium oxyceras (Königer & J.G.Weinm.bis) M.W.Chase & N.H.Williams
228. Oncidium panamense Schltr.
229. Oncidium panchrysum Lindl.
230. Oncidium panduratoides M.W.Chase & N.H.Williams
231. Oncidium panduratum Rolfe
232. Oncidium paniculatum (Dalström & Deburghgr.) comb.ined.
233. Oncidium papilioides M.W.Chase & N.H.Williams
234. Oncidium pardalis Rchb.f.
235. Oncidium parviflorum L.O.Williams
236. Oncidium peltiforme Königer
237. Oncidium pentadactylon Lindl.
238. Oncidium pergameneum Lindl.
239. Oncidium perpusillum (Kraenzl.) M.W.Chase & N.H.Williams
240. Oncidium pichinchense (Dodson) M.W.Chase & N.H.Williams
241. Oncidium pictum Kunth
242. Oncidium picturatissimum (Kraenzl.) M.W.Chase & N.H.Williams
243. Oncidium picturatum Rchb.f.
244. Oncidium planilabre Lindl.
245. Oncidium platychilum Schltr.
246. Oncidium platynaris (Dalström) M.W.Chase & N.H.Williams
247. Oncidium poikilostalix (Kraenzl.) M.W.Chase & N.H.Williams
248. Oncidium polycladium Rchb.f. ex Lindl.
249. Oncidium pongratzianum Königer & J.Portilla
250. Oncidium pontagrossense Campacci
251. Oncidium portillae Königer
252. Oncidium portillaellum M.W.Chase & N.H.Williams
253. Oncidium portilloides M.W.Chase & N.H.Williams
254. Oncidium portmannii (Bockemühl) M.W.Chase & N.H.Williams
255. Oncidium posadaroides M.W.Chase & N.H.Williams
256. Oncidium posadarum Königer
257. Oncidium povedanum (P.Ortiz) M.W.Chase & N.H.Williams
258. Oncidium praenitens (Rchb.f.) M.W.Chase & N.H.Williams
259. Oncidium praestanoides M.W.Chase & N.H.Williams
260. Oncidium pseudounguiculatum (Pupulin & Dressler) M.W.Chase & N.H.Williams
261. Oncidium punctulatum Dressler
262. Oncidium putumayense (P.Ortiz) M.W.Chase & N.H.Williams
263. Oncidium reflexum Lindl.
264. Oncidium regentianum J.M.H.Shaw
265. Oncidium reichenheimii (Linden & Rchb.f.) Garay & Stacy
266. Oncidium renatoi (Königer) M.W.Chase & N.H.Williams
267. Oncidium retusum Lindl.
268. Oncidium reversoides M.W.Chase & N.H.Williams
269. Oncidium reversum (Rchb.f.) M.W.Chase & N.H.Williams
270. Oncidium rhynchanthum (Rchb.f.) M.W.Chase & N.H.Williams
271. Oncidium rionegrense Archila & Chiron
272. Oncidium rodrigoi Königer
273. Oncidium romanii Königer
274. Oncidium roseoides M.W.Chase & N.H.Williams
275. Oncidium rutkisii Foldats
276. Oncidium sarahforsythiae J.M.H.Shaw
277. Oncidium sathishkumarii J.M.H.Shaw
278. Oncidium savegrensis (Pupulin) M.W.Chase & N.H.Williams
279. Oncidium sawyeri L.O.Williams
280. Oncidium saxicola Schltr.
281. Oncidium sceptrum (Rchb.f. & Warsz.) M.W.Chase & N.H.Williams
282. Oncidium schildhaueri Königer
283. Oncidium schillerianum Rchb.f.
284. Oncidium schroederianum (O´Brien) Garay & Stacy
285. Oncidium sengerorum (Königer) J.M.H.Shaw
286. Oncidium sergii (P.Ortiz) M.W.Chase & N.H.Williams
287. Oncidium sessile Lindl. & Paxton
288. Oncidium silvanoi Königer
289. Oncidium sipaliwinense (Szlach. & Kolan.) J.M.H.Shaw
290. Oncidium sotoanum R.Jiménez & Hágsater
291. Oncidium spectatissimum (Lindl.) M.W.Chase & N.H.Williams
292. Oncidium sphacelatum Lindl.
293. Oncidium stelligerum Rchb.f.
294. Oncidium stenobulbon Kraenzl.
295. Oncidium stenoglossum (Schltr.) Dressler & N.H.Williams
296. Oncidium storkii Ames & C.Schweinf.
297. Oncidium strictum (Cogn.) M.W.Chase & N.H.Williams
298. Oncidium suave Lindl.
299. Oncidium subnivalis (Szlach. & Kolan.) J.M.H.Shaw
300. Oncidium subuligerum (Rchb.f.) M.W.Chase & N.H.Williams
301. Oncidium surinamensis (Szlach. & Kolan.) J.M.H.Shaw
302. Oncidium suttonii Bateman ex Lindl.
303. Oncidium swartzii Chiron & Braem
304. Oncidium tectum Rchb.f.
305. Oncidium tenuifolium (Dalström) M.W.Chase & N.H.Williams
306. Oncidium tenuipes Kraenzl.
307. Oncidium tenuirostre (Kraenzl.) M.W.Chase & N.H.Williams
308. Oncidium tenuoides M.W.Chase & N.H.Williams
309. Oncidium tetrotis Rchb.f, et Warsz.
310. Oncidium tigratum Rchb.f. & Warsz.
311. Oncidium tigrinum Lex.
312. Oncidium tigroides (C.Schweinf.) M.W.Chase & N.H.Williams
313. Oncidium tipuloides Rchb.f.
314. Oncidium toachicum Dodson
315. Oncidium trachycaulon Schltr.
316. Oncidium trilobum (Schltr.) Garay & Stacy
317. Oncidium trimorion (Königer) M.W.Chase & N.H.Williams
318. Oncidium trinasutum Kraenzl.
319. Oncidium tripudians (Rchb.f. & Warsz.) M.W.Chase & N.H.Williams
320. Oncidium tsubotae Königer
321. Oncidium uncinatum (Pupulin, G.Merino & J.Valle) J.M.H.Shaw
322. Oncidium undatiflorum (Ruiz & Pav.) Pupulin
323. Oncidium unguiculatum Lindl.
324. Oncidium unguiculoides M.W.Chase & N.H.Williams
325. Oncidium universitas-cuencae Königer & D.Vázquez
326. Oncidium universitas-lodziensis (Kolan., S.Nowak & Szlach.) comb.ined.
327. Oncidium uribei (Szlach. & Kolan.) J.M.H.Shaw
328. Oncidium vallecaucanum (Szlach. & Kolan.) J.M.H.Shaw
329. Oncidium variegatum Sw.
330. Oncidium velleum (Rchb.f.) M.W.Chase & N.H.Williams
331. Oncidium vernixium Linden & Rchb.f.
332. Oncidium vierlingii (Senghas) M.W.Chase & N.H.Williams
333. Oncidium vulcanicum (Rchb.f.) M.W.Chase & N.H.Williams
334. Oncidium wallisii (Linden & Rchb.f.) M.W.Chase & N.H.Williams
335. Oncidium wallisoides M.W.Chase & N.H.Williams
336. Oncidium warszewiczii Rchb.f.
337. Oncidium weddellii Lindl.
338. Oncidium weinmannianum (Königer) M.W.Chase & N.H.Williams
339. Oncidium wentworthianum Bateman ex Lindl.
340. Oncidium wyattianum (A.G.Wilson) M.W.Chase & N.H.Williams
341. Oncidium xanthornis Rchb.f. ex Linden
342. Oncidium zelenkoanum Dressler & Pupulin
343. Oncidium zimmermannianum (Königer) J.M.H.Shaw
344. Oncidium ×acuminatissimum (Rchb.f.) M.W.Chase & N.H.Williams
345. Oncidium ×adrianae (L.Linden) M.W.Chase & N.H.Williams
346. Oncidium ×andersonianum (Rchb.f.) M.W.Chase & N.H.Williams
347. Oncidium ×andreetteanum (Dalström & G.Merino) J.M.H.Shaw
348. Oncidium ×baronii J.M.H.Shaw
349. Oncidium ×bockemuhliae J.M.H.Shaw
350. Oncidium ×brandtii (Kraenzl.) M.W.Chase & N.H.Williams
351. Oncidium ×chaetostroma (Rchb.f.) J.M.H.Shaw
352. Oncidium ×charlesworthii H.J.Veitch
353. Oncidium ×cookianum (Rolfe) M.W.Chase & N.H.Williams
354. Oncidium ×coradinei (Rchb.f.) M.W.Chase & N.H.Williams
355. Oncidium ×denisoniae (Anon.) J.M.H.Shaw
356. Oncidium ×dicranophorum (Rchb.f.) M.W.Chase & N.H.Williams
357. Oncidium ×excellens (Rchb.f.) M.W.Chase & N.H.Williams
358. Oncidium ×ferrugineum (Rchb.f.) J.M.H.Shaw
359. Oncidium ×gardstyle Braem & Campacci
360. Oncidium ×hinnus (Rchb.f.) M.W.Chase & N.H.Williams
361. Oncidium ×inopinatum Christenson
362. Oncidium ×jereziorum (Dalström & Deburghgr.) J.M.H.Shaw
363. Oncidium ×kraenzlinii (O´Brien) M.W.Chase & N.H.Williams
364. Oncidium ×leeanum (Rchb.f.) M.W.Chase & N.H.Williams
365. Oncidium ×limbatum (Rchb.f.) M.W.Chase & N.H.Williams
366. Oncidium ×ludwigianum (Roeth) J.M.H.Shaw
367. Oncidium ×lueroroides M.W.Chase & N.H.Williams
368. Oncidium ×luerorum (Dalström & W.E.Higgins) comb.ined.
369. Oncidium ×macrospilum (Rchb.f.) J.M.H.Shaw
370. Oncidium ×maderoanum J.M.H.Shaw
371. Oncidium ×marriottianum (Rchb.f.) M.W.Chase & N.H.Williams
372. Oncidium ×mulus (Rchb.f.) M.W.Chase & N.H.Williams
373. Oncidium ×murrellianum (Rchb.f.) M.W.Chase & N.H.Williams
374. Oncidium ×oviedomotae Hágsater
375. Oncidium ×pauwelsii (Rolfe) J.M.H.Shaw
376. Oncidium ×praevisum (Rolfe) J.M.H.Shaw
377. Oncidium ×rolfei J.M.H.Shaw
378. Oncidium ×stellimicans (Rchb.f.) M.W.Chase & N.H.Williams
379. Oncidium ×strobeliorum (Dalström & Deburghgr.) J.M.H.Shaw
380. Oncidium ×wattianum (Rolfe) J.M.H.Shaw
381. Oncidium ×wilckeanum (Rchb.f.) M.W.Chase & N.H.Williams